# تلوث الهواء
تلوث الهواء أو تلوّث الجو هو احتواء الهواء على مواد وعناصر في الغلاف الجوي تعتبر مضرة بصحة الإنسان والكائنات الحية الأخرى أو تسبب أضرارًا للمناخ أو المواد. هناك العديد من الأنواع المختلفة لملوثات الهواء مثل الغازات (بما في ذلك الأمونيا وأول أكسيد الكربون وثاني أكسيد الكبريت وأكاسيد النيتروز والميثان وثاني أكسيد الكربون ومركبات الكلوروفلوروكربون) والجسيمات المعلقة (العضوية وغير العضوية) والجزيئات البيولوجية. يمكن أن يتسبب تلوث الهواء للإنسان في الإصابة بالأمراض والحساسية وحتى الوفاة، كما يمكن أن يسبب ضررًا للكائنات الحية الأخرى أيضًا مثل الحيوانات والمحاصيل الغذائية، وقد يضر بالبيئة الطبيعية (على سبيل المثال تغير المناخ أو استنفاد الأوزون أو تدهور الموائل) أو بالبيئة الحضرية (على سبيل المثال المطر الحمضي). يمكن أن يحدث تلوث الهواء أما بسبب الأنشطة البشرية أو بسبب الظواهر الطبيعية.

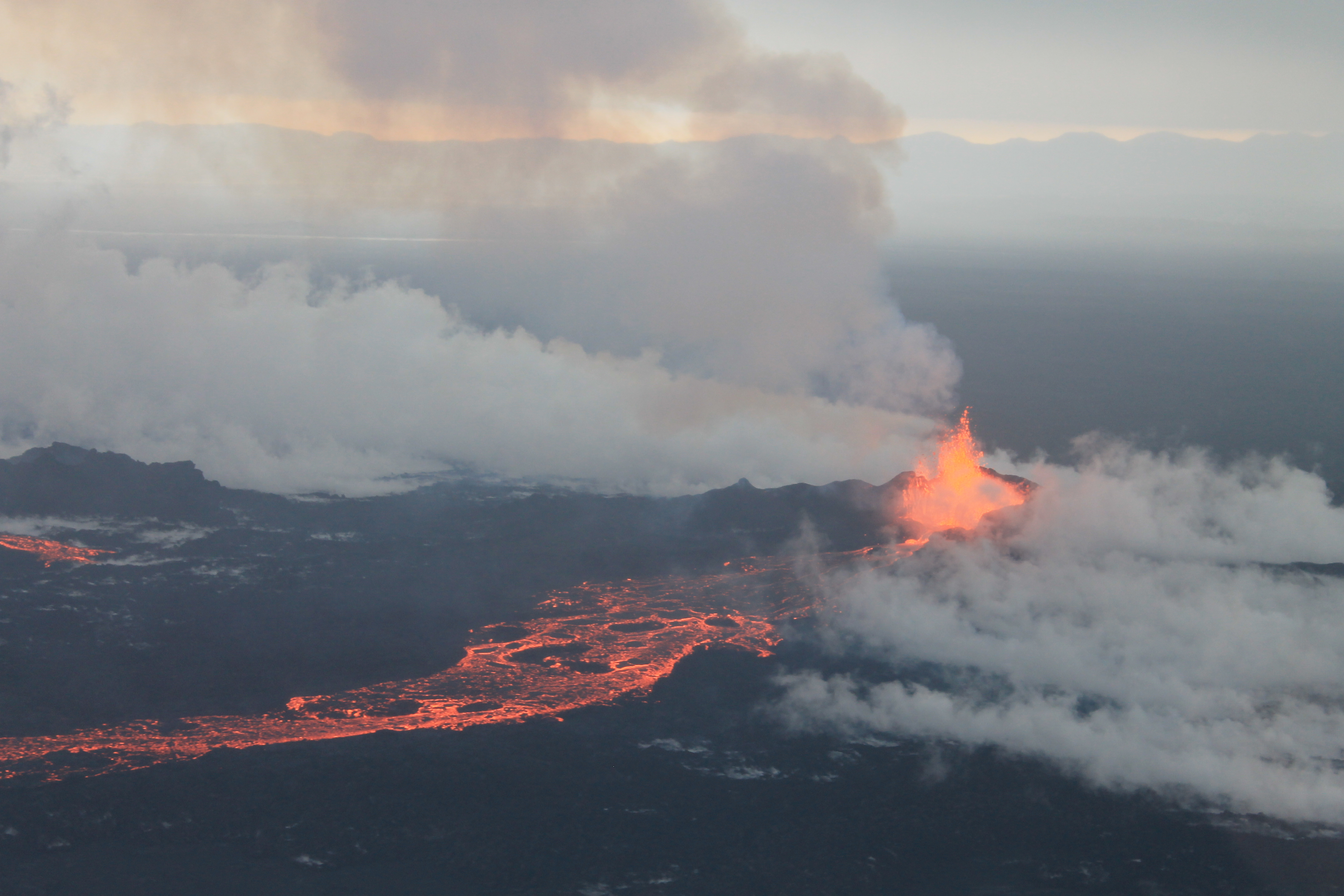
الغازات والدخان الناتج عن ثوران البراكين والذي يعتبر من المصادر الطبيعية للتلوث.

يعد تلوث الهواء عامل خطر كبير لعدد من الأمراض المرتبطة بالتلوث بما في ذلك التهابات الجهاز التنفسي وأمراض القلب ومرض الانسداد الرئوي المزمن والسكتة الدماغية وسرطان الرئة. تشير الدلائل المتزايدة إلى أن التعرض لتلوث الهواء قد يكون مرتبطًا بانخفاض درجات معدل الذكاء وضعف الإدراك، وزيادة خطر الإصابة بالاضطرابات النفسية مثل الاكتئاب، كما يؤثر على صحة الأجنة أثناء الحمل. لنوعية الهواء الرديئة عواقب واسعة النطاق على صحة الإنسان، ولكن لها تأثيرًا أساسيًا على القلب والأوعية الدموية والجهاز التنفسي في الجسم. يعتمد رد فعل الفرد لملوثات الهواء على نوع الملوث الذي يتعرض له ودرجة التعرض والحالة الصحية للفرد والجينات.
يتسبب تلوث الهواء الخارجي الذي يعزى إلى استخدام الوقود الأحفوري وحده في وفاة 3.61 مليون شخص سنويًا، مما يجعله أحد المساهمين الرئيسيين في وفاة الإنسان، يتسبب التلوث الناتج عن النشاط البشري والجزيئات الدقيقة (PM2.5) في وفاة حوالي 2.1 مليون شخص في السنة. بشكل عام يتسبب تلوث الهواء في وفاة حوالي 7 ملايين شخص في جميع أنحاء العالم كل عام أو بنقصان لمتوسط العمر المتوقع للإنسان بمقدار يبلغ 2.9 سنة، وهو أكبر خطر على الصحة البيئية في العالم والذي لم يظهر تحسنًا كبيرًا على الأقل منذ عام 2015. في تقرير (أسوأ الأماكن الملوثة في العالم) الصادر عن معهد بلاكسميث لعام 2008 أُدرج تلوث الهواء الداخلي وسوء نوعية الهواء في المناطق الحضرية على أنهما اثنان من أسوأ مشاكل التلوث السامة في العالم. إن نطاق أزمة تلوث الهواء كبير، إذ يقدر أن 90٪ تقريبًا من سكان العالم يتنفسون هواءً ملوثًا إلى حد ما. على الرغم من أن العواقب الصحية واسعة النطاق، إلا أن الطريقة التي يتم بها التعامل مع المشكلة تعتبرعشوائية إلى حد كبير أو مهملة.
يُقدَّر أن الخسائر في الإنتاجية وتدهور نوعية الحياة الناجمين عن تلوث الهواء تكلف الاقتصاد العالمي 5 تريليونات دولار سنويًا، ولكنها إلى جانب الآثار الصحية والوفيات هي عوامل خارجية للنظام الاقتصادي المعاصر ومعظم الأنشطة البشرية وإن كانت تخضع في بعض الأحيان للتنظيم بشكل معتدل و مراقب. تتوفر تقنيات واستراتيجيات مختلفة للتحكم في التلوث والحد منه، كما تطورت العديد من التشريعات واللوائح الدولية والوطنية للحد من الآثار السلبية لتلوث الهواء. وبسبب الإلتزام بالقوانين المحلية وتطبيقها بشكل صحيح حدثت تطورات كبيرة على الصحة العامة. وقد نجحت بعض هذه الجهود على المستوى الدولي مثل بروتوكول مونتريال الذي قلل من إطلاق المواد الكيميائية الضارة المستنفدة للأوزون، وبروتوكول هلسنكي لعام 1985 الذي قلل من انبعاثات الكبريت، في حين أن البعض الآخر مثل الإجراءات الدولية بشأن تغير المناخ كانت أقل نجاحًا.

### مصادر بشرية

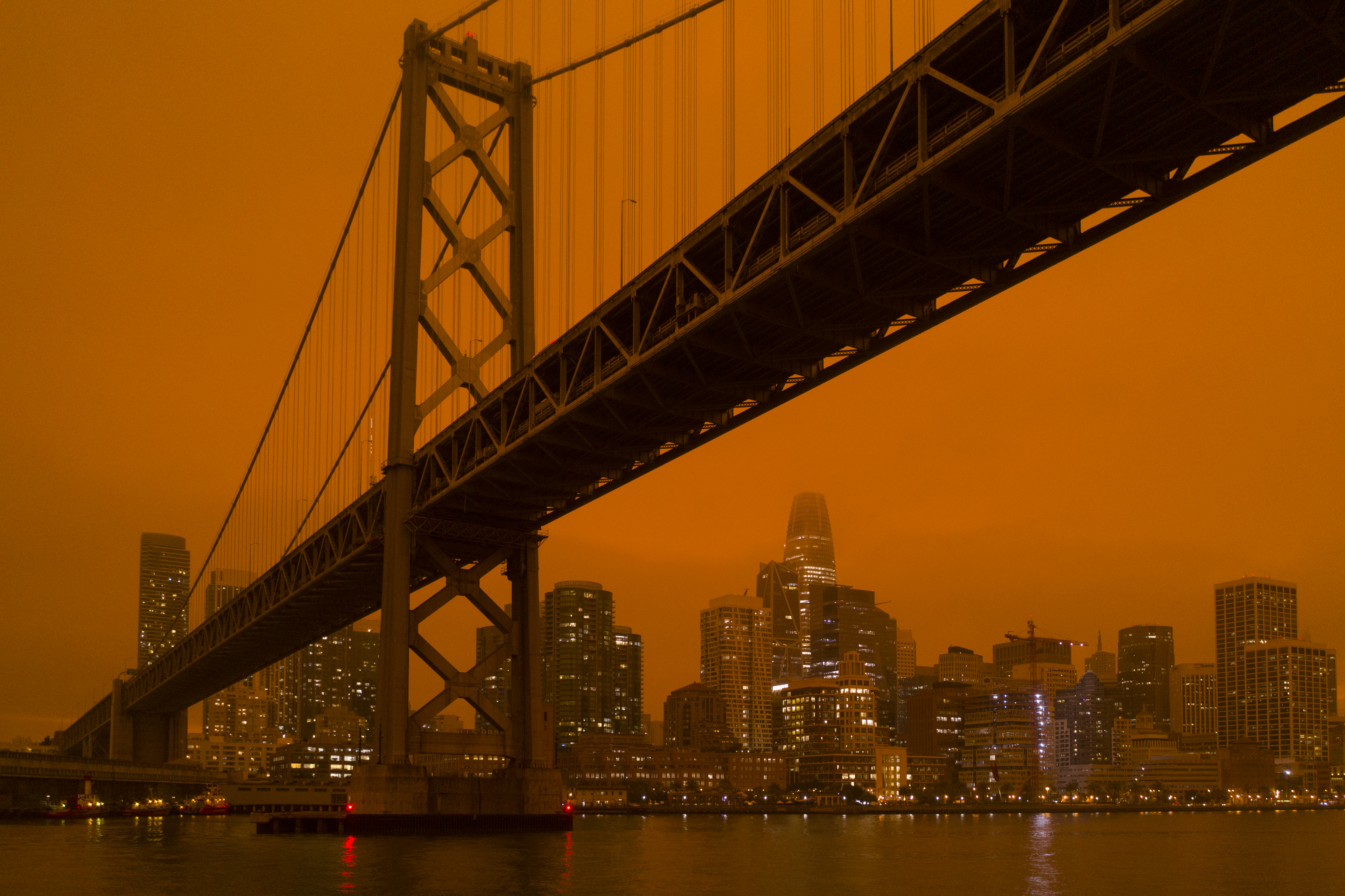
السماء في سان فرانسيسكو تحولت إلى اللون الأحمر بسبب الدخان الناتج عن حرائق قريبة.

### عوامل الإنبعاث

### أثر تلوث الهواء على المباني والمنشآت الأثرية

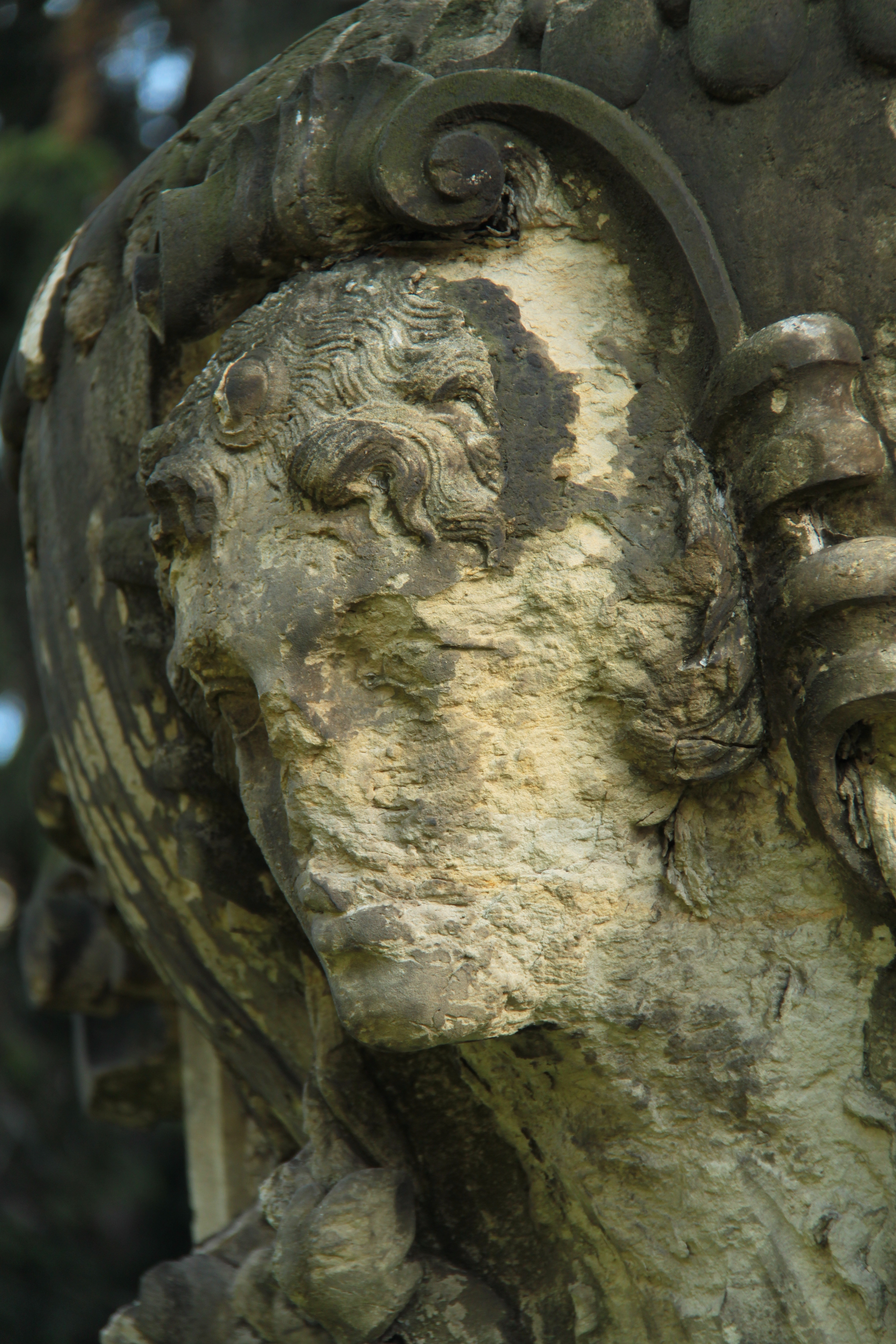
تأثير المطر الحمضي على تمثال من البرونز.

### الضباب الدخاني الهائل عام 1952

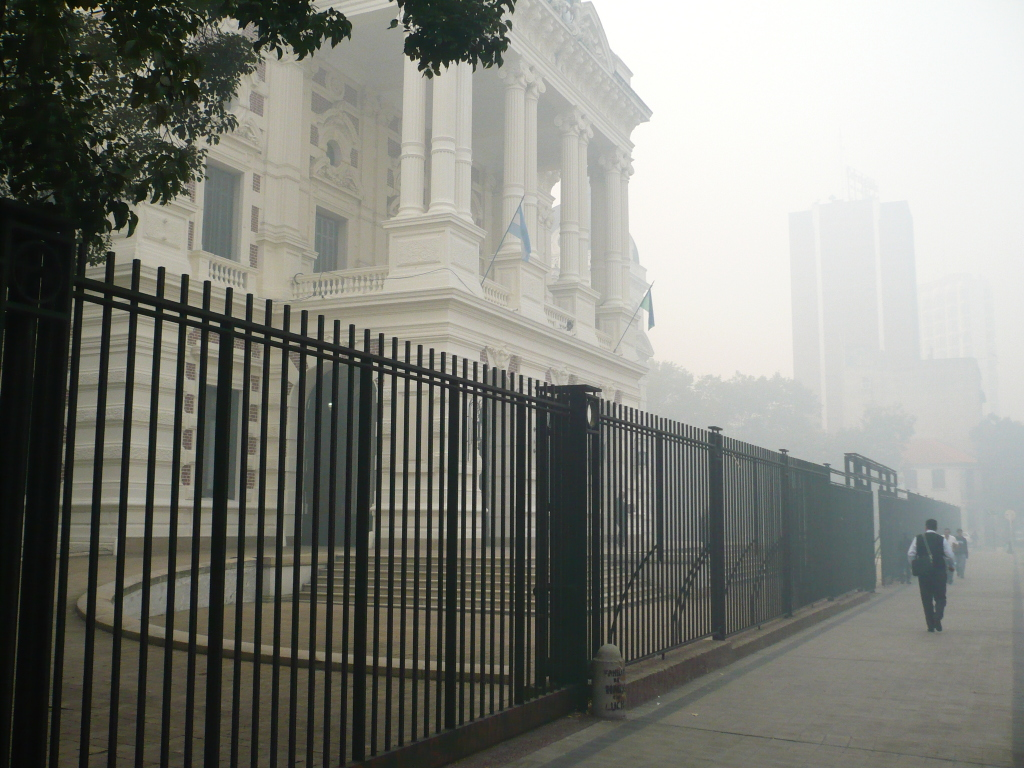
الضباب الدخاني في لابلاتا في الأرجنتين.

## تلوث المدن

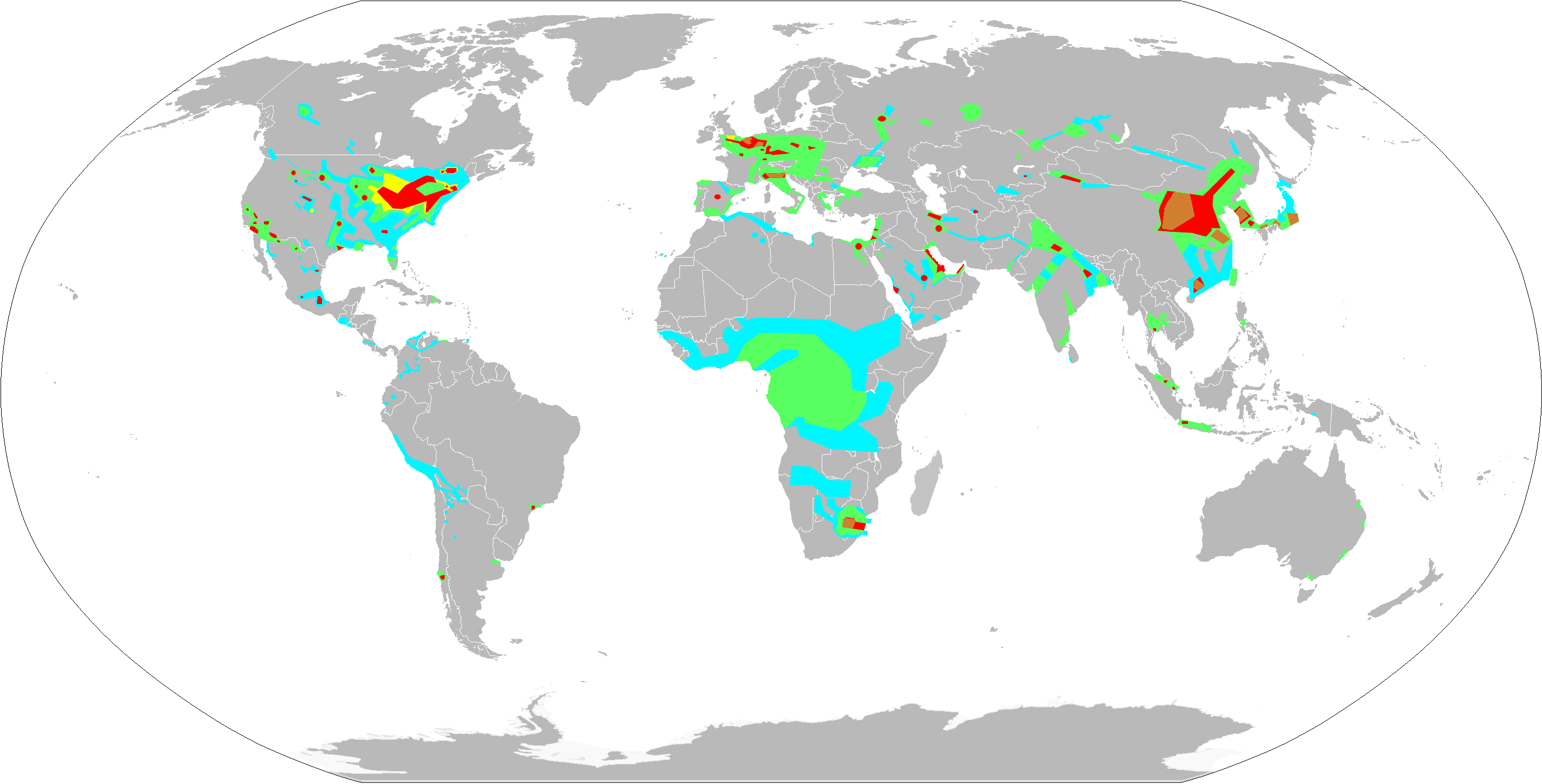
تركيز غاز ثاني أكسيد النيتروجين كما تم قياسها من القمر الصناعي 2002-2004. المناطق باللون الأحمر هي الأعلى في تركيز الغاز